# レール削正車

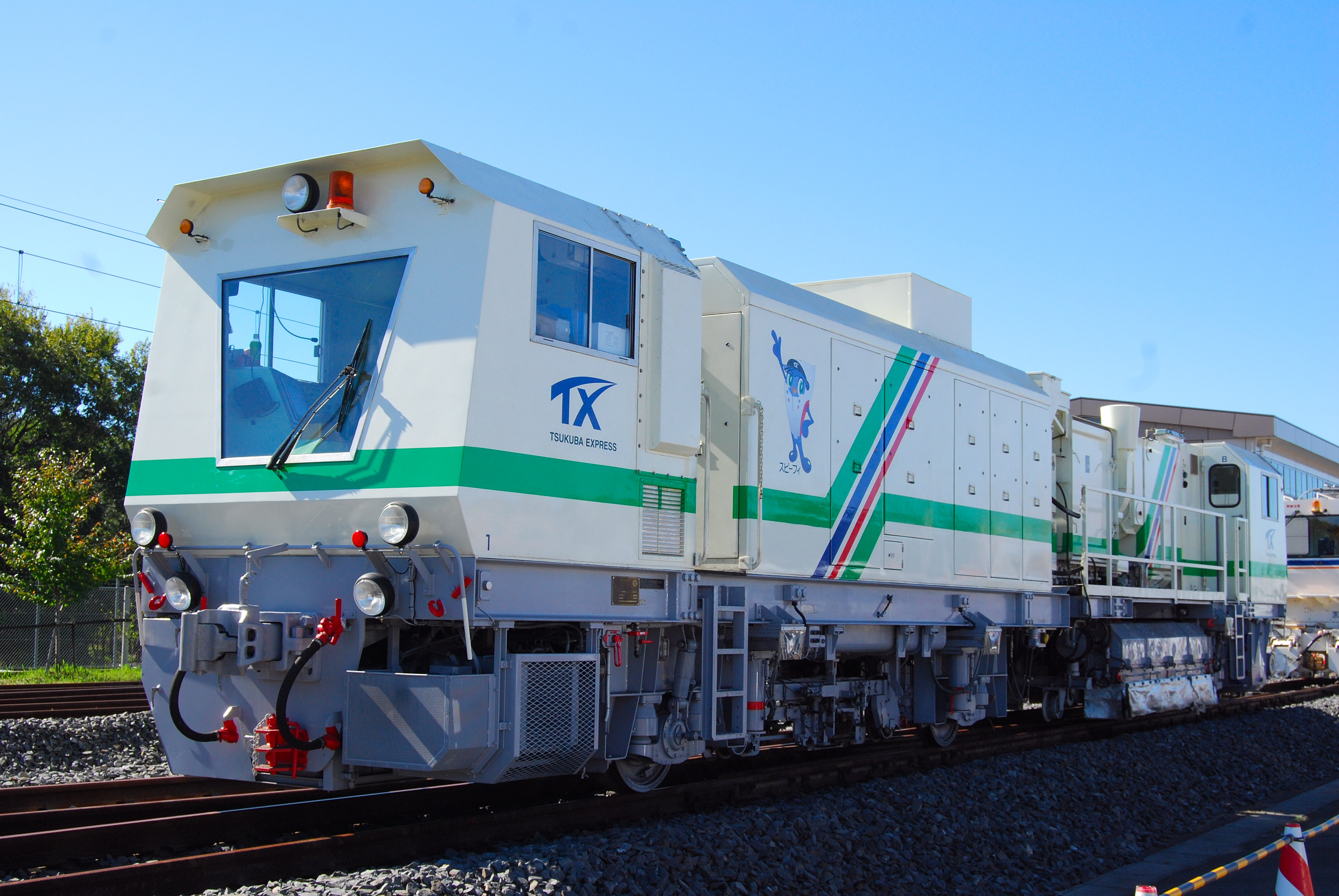
レール削正車

レール削正車（レールさくせいしゃ）とは、鉄道においてレール頭部の形状を適切に保つため、レール頭部を削る作業に使用される車両である。ただし、モーターカー、マルチプルタイタンパー等と同様に、鉄道部内では法規上は「保守用機械」扱いで「鉄道車両」ではないので、車籍はないことが多い。
法規上の「鉄道車両」ではないので、運転するのに動力車操縦者運転免許は不要であるが、日本鉄道施設協会認定の「特殊運転者」の資格が要る（各鉄道会社によって他の必要資格も発生する）。機械扱いであるために最高速度は45km/hに制限されているのに加え、実際に本線上を走行させる場合は線路閉鎖を前提とする（JRのみ。民鉄各社は、ほぼ指令とのやり取りによる）。

## 目的
レールは列車が走行する度に頭部の形状が次第に摩耗し、波を打ったような状態（波状摩耗）や偏摩耗などが発生する。このような状態のレールの上を列車が走行すると微振動により、乗り心地の低下につながるばかりか、車内騒音の増加や鉄道沿線への騒音被害を助長することになり、レールの耐久年数を下げるほかに、道床の劣化を促進することにもつながる。
そこで傷んだレール頭部を新品レールの形状に近づくように、高速回転する砥石等で数回に分けて削る（この作業を削正という）ことで騒音・振動の低下、またレール表面のシェリング、きしみなどの疲労層を除去することにより、レールの延命を図ることを目的とする。
削正によりレールの寿命は2倍程度伸びることが期待されている。このことはレール交換のサイクルを伸ばすことで、困難となりつつある保線の作業量を引き下げることも意味する。なお、レール延命目的の削正では転動音という独特の音が発生する。

## 機能・構造
- 削正部（ヘッダ）に砥石を用いるグラインダ式とカッターを用いるミリング式がある。
- 1車両（1編成）あたりの削正部の数に応じて「○頭式」という呼び方をする。例えば8頭式であれば、片側当たり4個の削正部があることになる（4個の削正部でレール頭部を削る）。
- 削正部の数が多いものでは1車両には収まりきれず、編成を組むものもある。その場合は1編成あたりの削正部の合計数を指す。
- 運転を担当する操縦者のほか、レール頭部の断面形状に応じて削る位置を調整するオペレータ（削正技術者）も乗務する。（スペノレール削正車の場合はオペレーターが回送→作業→回送を行う。）
- 高速回転する削正部をレール頭部に当てると鉄粉が火花となって飛び散るため、削正ユニット周囲にカバーが取り付けられており撒水装置を有するものもあるが、それでも防ぎきれず高熱になった塊状の鉄紛が軌道外に飛び散るため沿線火災を防止する目的で軌道工事管理者と作業員が同乗し鉄塊の回収と目視による消火確認を行なう。
- 施工前後のレール頭部の凹凸（粗さともいう）や断面形状を測定する検測台車を有するものもある。
- ミリング式においては、グラインダ式と比較した際に下記のメリット・デメリットがあげられる。
  - 削正作業時に大きな火花が散らない（上記記載の沿線火災の予防人員の削減が可能）
  - グラインダ式で6～7往復して作業するところを片道１回で作業ができる。
  - 1回で削正する深さが大きいため、万一トラブルになるとレール交換を要する事象に至る（オーバーミリング等）

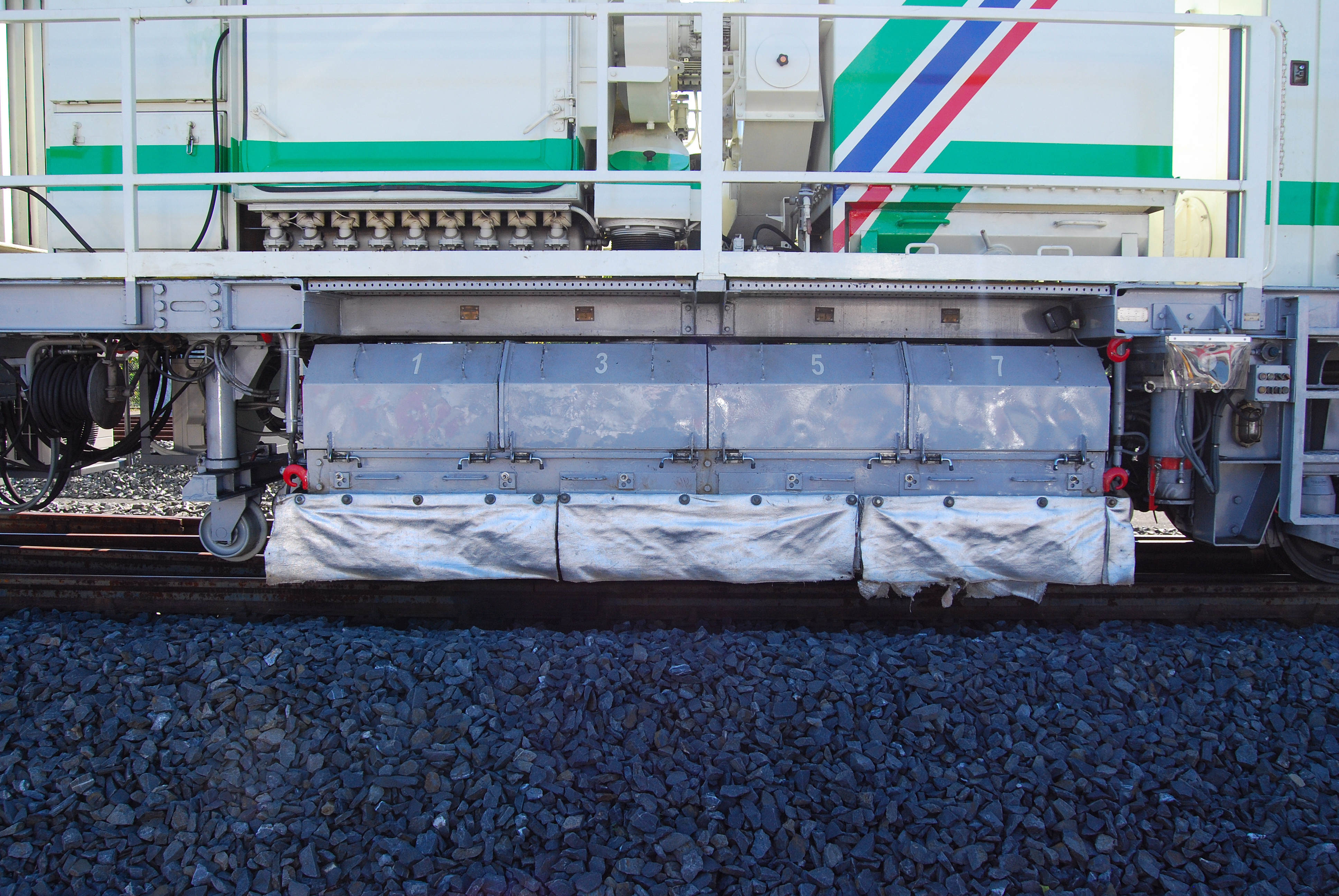
レール削正車の削正装置部分
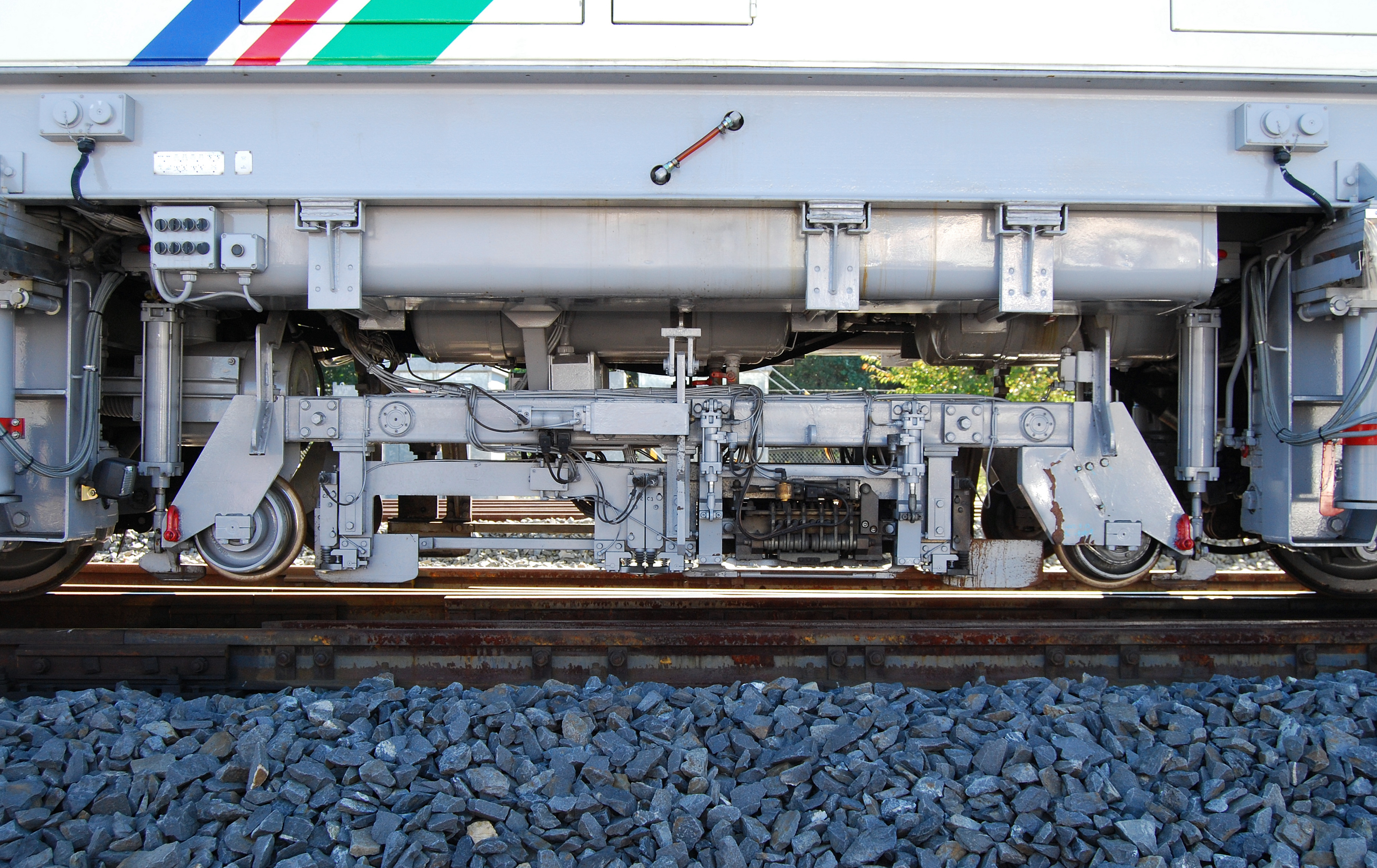
レール削正車の検測装置部分
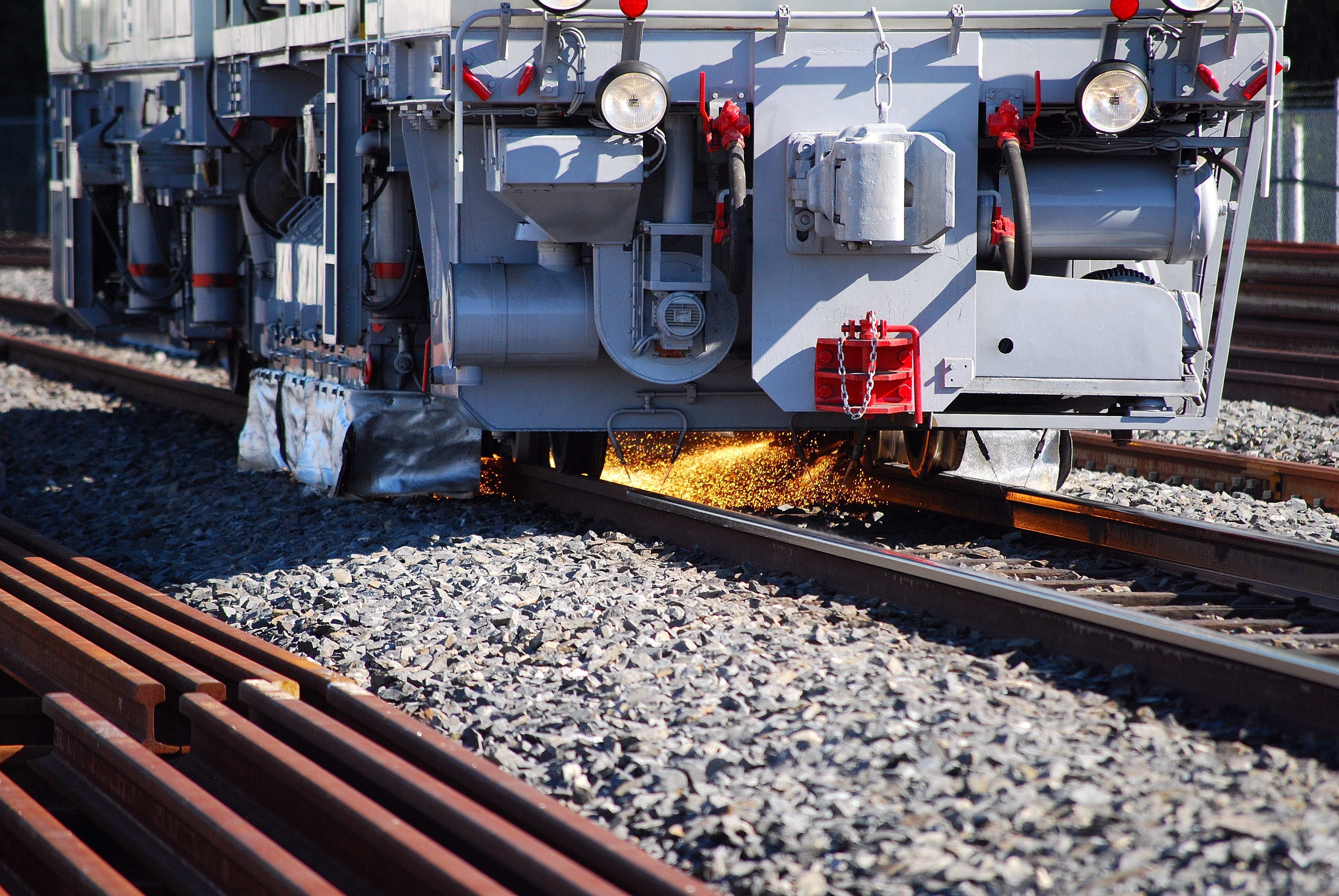
レール削正車のレール削正実演作業

## 主なメーカー
- スペノインターナショナル（日本スペノ）
- ヨシイケ科研機器
- ハラスコトラックテクノロジー
- Linsinger(リンジンガー)
- ROBEL（ロベル）
- Schweerbau（シュヴィアーバウ）